# Böcstelenség
A Böcstelenség (The Big Fix) a South Park című amerikai animációs sorozat 313. része (a 25. évad 2. epizódja). Elsőként 2022. február 9-én sugározták az Egyesült Államokban a Comedy Central műsorán. Magyarországon szinkronosan 2022. május 9-én szintén a Comedy Central mutatta be.
Az epizód legfontosabb eleme, hogy visszamenőlegesen megváltoztatta a Token Black nevű karakter nevét Tolkien Blackre.

## Cselekmény
Randy Marsh egy, a kannabisztermesztőknek szóló rendezvényen vesz részt, ahol megtudja, hogy felmerült a kizárólag fehér tulajdonú cégek bojkottja. Megrémülve ettől beszél Sharonnal és a gyerekekkel, felvetve, hogy egyáltalán nem is barátkoznak feketékkel. Stan közli, hogy csak egyetlen fekete srác van az egész osztályban: Token, és szokott vele barátkozni. Másnap meghívja őt és a szüleit, Steve-et és Lindát is vacsorára. Vacsora alatt kiderül, hogy Token igazi neve valójában Tolkien, mert az apja J.R.R. Tolkien nagy rajongója. Ez megdöbbenti Stant, de az még jobban, hogy ő az egyetlen, aki erről nem tudott. Randy bemutatja Steve-nek, hogyan zajlik a termelés, ezután felkéri, hogy dolgozzon pénzügyi tanácsadóként neki. Steve bele is megy, de egy nap meglátja, hogy Randy az ő arcképét is kirakta egy óriásplakátra, ami a Böcsület Farmot reklámozza. Kérdőre vonja Randyt, aki válaszul átadja neki az eddig keresett nyereség felét. Együtt kezdenek el dolgozni, ám egy idő után Steve rájön, hogy Randyt egyáltalán nem érdekli egyetlen ötlete sem, hanem csak kihasználja őt, mint "díszfeketét", ezért elhagyja a céget.
Stan orvoshoz megy, mert önmagát rasszistának tartja. Elmondja neki, hogy Tolkien nevét azért hallotta Tokennek, mert az utóbbi névvel a "díszfeketéket" illetik, és azt feltételezte, hogy a szülei ezt a nevet adták neki. Az orvos erre begorombul, kritizálni kezdi Stant azért, mert ezt hitte, majd áttörve a negyedik falat kiszól a nézőknek, hogy szégyellje magát mindenki, aki ugyanígy tudta. Javaslatára Stan olvasni kezd, a feketék szemszögéből, azonban szó szerint veszi ezt, és Tolkien műveit úgy kezdi el olvasni, mintha azokat egy rasszista módon sztereotipizált fekete férfi narrálná. Végül előadást tart az iskolában erről, és azt javasolja, hogy Tolkien művei legyenek kötelező olvasmányok. Majd később azt is javasolja, hogy legyen az iskolában egy J.R.R. Tolkien-tisztelet nap. Amikor felhívja a színpadra Tolkient, ő közli, hogy utálja "A hobbit"-ot meg "A Gyűrűk Urát" is, és azt is, hogy ezt a nevet kapta. Később Stan elmondja Tolkiennek, hogy mindvégig rosszul tudta a nevét - aki erre közli, hogy a szülei megvették a szemközti farmot, amit "Hősgyökeres Gandzsának" neveztek el. Randy dühöngeni kezd emiatt, és akkor pedig még jobban, amikor meglátja, hogy Steve a fekete kultúrát felhasználva, szlengben beszélve lenyúlja a vásárlókat. Randy kirúgja a házukból Tolkient, majd közli, hogy háborút indít Blackék ellen.
Az epizód végén egy társadalmi célú reklám-paródiában az orvos ismét megjelenik, hogy elmondja: az öntudatlan előítélet egy valós betegség; továbbá hogy ha bárki azt hitte a nézők közül, hogy Tolkien neve valójában Token, az hívja az 1-800-KIBASZOTTSZARALAKVAGYOK telefonszámot, mert az "kurvára szégyellheti magát".

## Fordítás
- Ez a szócikk részben vagy egészben  a   The Big Fix (South Park) című angol Wikipédia-szócikk ezen változatának fordításán alapul.  Az eredeti cikk szerkesztőit annak laptörténete sorolja fel. Ez a jelzés csupán a megfogalmazás eredetét és a szerzői jogokat jelzi, nem szolgál a cikkben szereplő információk forrásmegjelöléseként.